# Enjy Mohamed Abouzaid
Engy Mohamed Abouzaid, née le 5 janvier 2000, est une nageuse égyptienne.

## Carrière
Aux Championnats d'Afrique de natation 2016 à Bloemfontein, Engy Mohamed Abouzaid obtient la médaille d'argent du relais 4 x 100 mètres quatre nages et la médaille de bronze des 50 et 100 mètres dos ainsi que du relais 4 x 200 mètres nage libre.